# Christoph Philipp Schließmann
Christoph Philipp Schließmann (* 1958 in Aschaffenburg) ist ein deutscher Jurist, Wirtschaftsanwalt, Wirtschaftswissenschaftler und Fachbuchautor.

## Leben
Schließmann studierte Rechtswissenschaften an der Friedrich-Alexander-Universität Erlangen-Nürnberg und der Ludwig-Maximilians-Universität München. Postgraduate Studien in Strategie, Management und int. Recht an der Universität St. Gallen, der Stanford Business School, der Harvard Law School, der Harvard Business School, der London Business School sowie der DeutscheAnwaltAkademie.
Er wurde 1987 bei Manfred Weiss an der Johann Wolfgang Goethe-Universität Frankfurt am Main promoviert. 1988 wurde er als Rechtsanwalt und 1993 als Fachanwalt für Arbeitsrecht zugelassen.
Seit 1991 berät Schließmann vorwiegend mittelständische Unternehmen im In- und Ausland an der Schnittstelle von Wirtschaft & Recht. Schwerpunktthemen sind das internationale Wirtschaftsrecht und Vertragsrecht in Vernetzung mit Fragen der Unternehmensstrategie und Geschäftsmodelle, dem Leadership sowie der Organisationsentwicklung. Schließmann gründete 1994 die heute in Frankfurt am Main ansässige CPS Schließmann | Wirtschaftsanwälte. Sein besonderer Fokus liegt auch auf der Betreuung von Herstellern und Eignern von (großen) Yachten.
2007 stellte Schließmann in der Publikation Das No-Go-Phänomen ein von ihm entwickeltes Modell zur Evaluierung von Leistungspotentialen in Grenzrelationen von Aufgabe und persönlichen Fähigkeiten von Führungskräften vor. Das Instrumentarium dient der Messung der Balance oder Disbalance zwischen dynamischen Aufgabenanforderungen zu persönlichem Talent, fachlicher und motivatorischer Reife unter Einfluss kultureller Faktoren.
2010 präsentierte Schließmann mit seinem Buch Interdependency. Systeme verstehen – Dominoeffekte vermeiden ein sechsstufiges Konzept und Instrumentarium zur Analyse und Steuerung von Systemen wie Organisationen und Unternehmen aller Branchen und Größen. Dabei geht es zum einen um die Bestimmung von Komplexität als Eigenschaft eines Systems, zum anderen um die präventive Erkennung von Systemrisiken sowie der Vermeidung unerwünschter Dominoeffekte. Ein Kernelement der Arbeit von Schließmann ist der Transfer eines dynamischen System- und Komplexitätsanalyseinstrumentes aus seinem bisherigen Anwendungsbereich in geschlossenen Systemen in vorwiegend technischen Bereichen, wie z. B. der Luftfahrtindustrie, in eine offene Anwendung für menschlich gesteuerte Systeme, wie Unternehmen und Organisationen.
2012 veröffentlichte Schließmann in seinem Beitrag "Die neue Dimension strategischen Denkens" zur Festschrift für Richard Hammer "Unternehmensführung: State of the art und Entwicklungsperspektiven" eine Weiterentwicklung des Modells Michael Porter, welches die Faktoren "strategisch relevante Märkte", "Komplexität", "systemische Lebensfähigkeit" in dynamischer Weise berücksichtigt.
In seinem 2014 erschienenen Buch Leistungspotentiale im Fadenkreuz erläutert Schließmann mit Hilfe des von ihm selbst entwickelten Balance-Modells, welche Rahmenbedingungen und Konstellationen die Chance wie auch Grenzen zu persönlicher und unternehmerischer Hochleistung schaffen.
Ebenfalls 2014 zeigte Christoph Schließmann in seinem weiteren Buch Das Konzept Interdependency: Chancen und Risiken systemischer Komplexität erkennen und steuern, wie Unternehmen in einem sich dynamisch verändernden und wachsend komplexen Umfeld mit Hilfe eines praxiserprobten innovativen Instrumentariums ihre Lebensfähigkeit sichern können. Interdependency – Erkennung und Steuerung von wechselseitigen Vernetzungen aus systemischer Sicht gehört heute und in Zukunft zu den großen Herausforderungen der Unternehmensführung. Die vorgestellten Methoden dienen der Analyse und Steuerung vor allem komplexer Systeme und Interdependenzen.
Von 1991 bis 2007 lehrte Schließmann Strategische Unternehmensführung, Entrepreneurship und Leadership am Managementprogramm St. Gallen, heute an der Paris-Lodron-Universität Salzburg und der Universität Innsbruck. Außerdem ist er Honorarprofessor für Betriebswirtschaftslehre an der rechtswissenschaftlichen Fakultät der Universität Salzburg. Schließmann gestaltet Executive Seminare für internationale Business Schools.
Die Rechtsanwaltskammer Frankfurt am Main ernannte Christoph Schließmann als einen der ersten in Deutschland zum Fachanwalt für internationales Wirtschaftsrecht, der zum 1. September 2014 neu geschaffen wurde.

## Schriften
- Bildschirmgeräteeinsatz und Betriebsverfassung. Fischer, Frankfurt 1987, ISBN 3-88323-694-2.
- Strategisches Marketing. Gabler, Wiesbaden 1995, ISBN 3-409-18767-7.
- Aufbruch in die Veränderung. Strategien für die erfolgreiche Unternehmensführung. Gabler, Wiesbaden 1995, ISBN 3-409-18839-8.
- Unternehmer-Nachfolge. Luchterhand, Neuwied 2001, ISBN 3-472-04784-4.
- (Hrsg. und Autor): Unternehmer aus Leidenschaft. Redline Wirtschaft, Frankfurt 2004, ISBN 3-636-01125-1.
- Das No-Go-Phänomen: Wenn Führungskräften nicht mehr zu helfen ist. ESV, Berlin 2007, ISBN 978-3-503-10637-0.
- Interdependency: Systeme verstehen – Dominoeffekte vermeiden. Bank-Verlag Medien, Köln 2010, ISBN 978-3-86556-236-4.
- Leistungspotenziale im Fadenkreuz: Die acht Dimensionen Persönlicher und Unternehmerischer Hochleistung, Springer-Gabler 2014, ISBN 978-3-642-45215-4.
- Das Konzept Interdependency: Chancen und Risiken systemischer Komplexität erkennen und steuern, Springer-Gabler 2014, ISBN 978-3-642-44943-7.